# Balcanocerus claudiae
Balcanocerus claudiae är en insektsart som beskrevs av Abdul-nour 2003. Balcanocerus claudiae ingår i släktet Balcanocerus och familjen dvärgstritar. Inga underarter finns listade i Catalogue of Life.